# 竜汀省

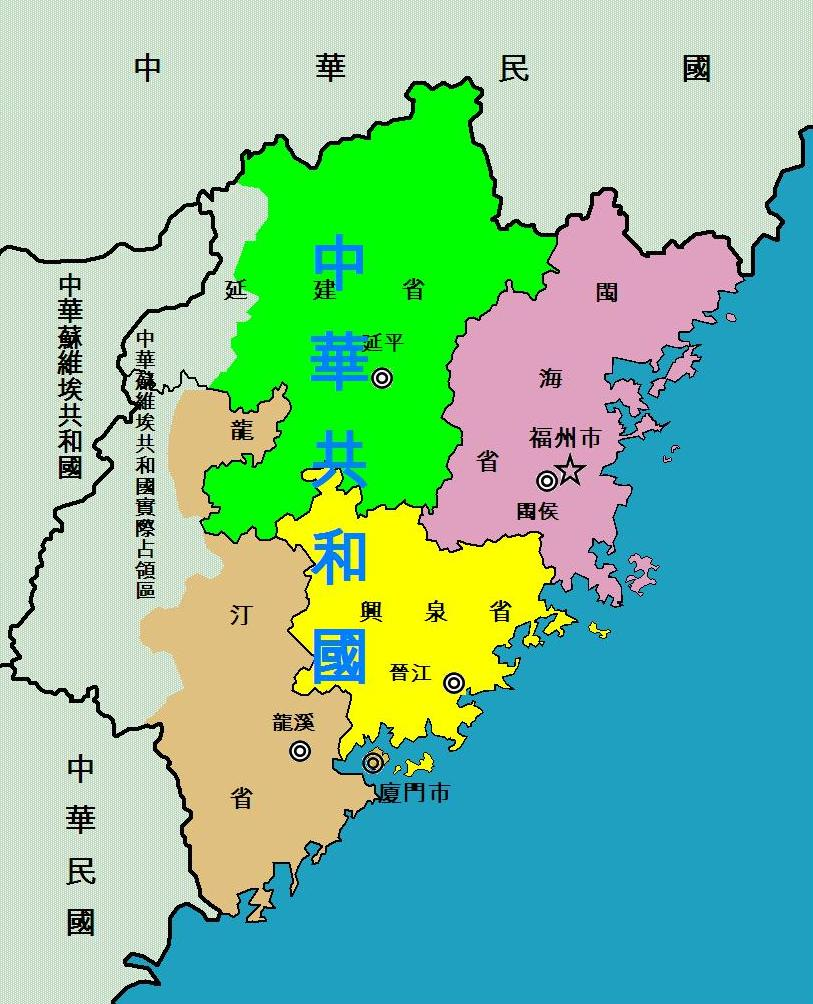
中華共和国地図。茶色の部分が竜汀省

竜汀省（りゅうてい-しょう）は中華共和国により1933年に設置された省。現在の福建省南西部に相当する。
1934年、南京国民政府により中華共和国が解体されると、竜汀省も廃止された。

## 行政区画
省会の竜渓県以下、21県を管轄した。
- 竜渓県
- 漳浦県
- 海澄県
- 南靖県
- 長泰県
- 平和県
- 詔安県
- 雲霄県
- 東山県
- 華安県
- 竜岩県
- 漳平県
- 寧洋県
- 永定県
- 上杭県
- 武平県
- 連城県
- 清流県
- 明渓県
- 寧化県
- 長汀県